# Violinski ključ
Violinski ključ spada v skupino ključev (notacija). Stoji na začetku notnega črtovja in narekuje skupno višino not. Lahko ga imenujemo tudi G-ključ, saj ga zapišemo tako, da ima začetek na drugi črti notnega črtovja, oziroma tona G. Sestavljen je iz spirale oziroma krivulje, glave in repka.